# میتسوبیشی جی۲ام
میتسوبیشی جی۲ام (به انگلیسی: Mitsubishi J2M) ملقب به رایدن، یک هواپیمای ساختِ کارخانهٔ میتسوبیشی در کشور ژاپن است. نخستین استفاده‌کنندهٔ این هواپیما نیروی دریایی امپراتوری ژاپن بوده‌است. این هواپیما برای نخستین بار در ۲۰ مارس ۱۹۴۲ میلادی مورد استفاده قرار گرفت.

## نگارخانه

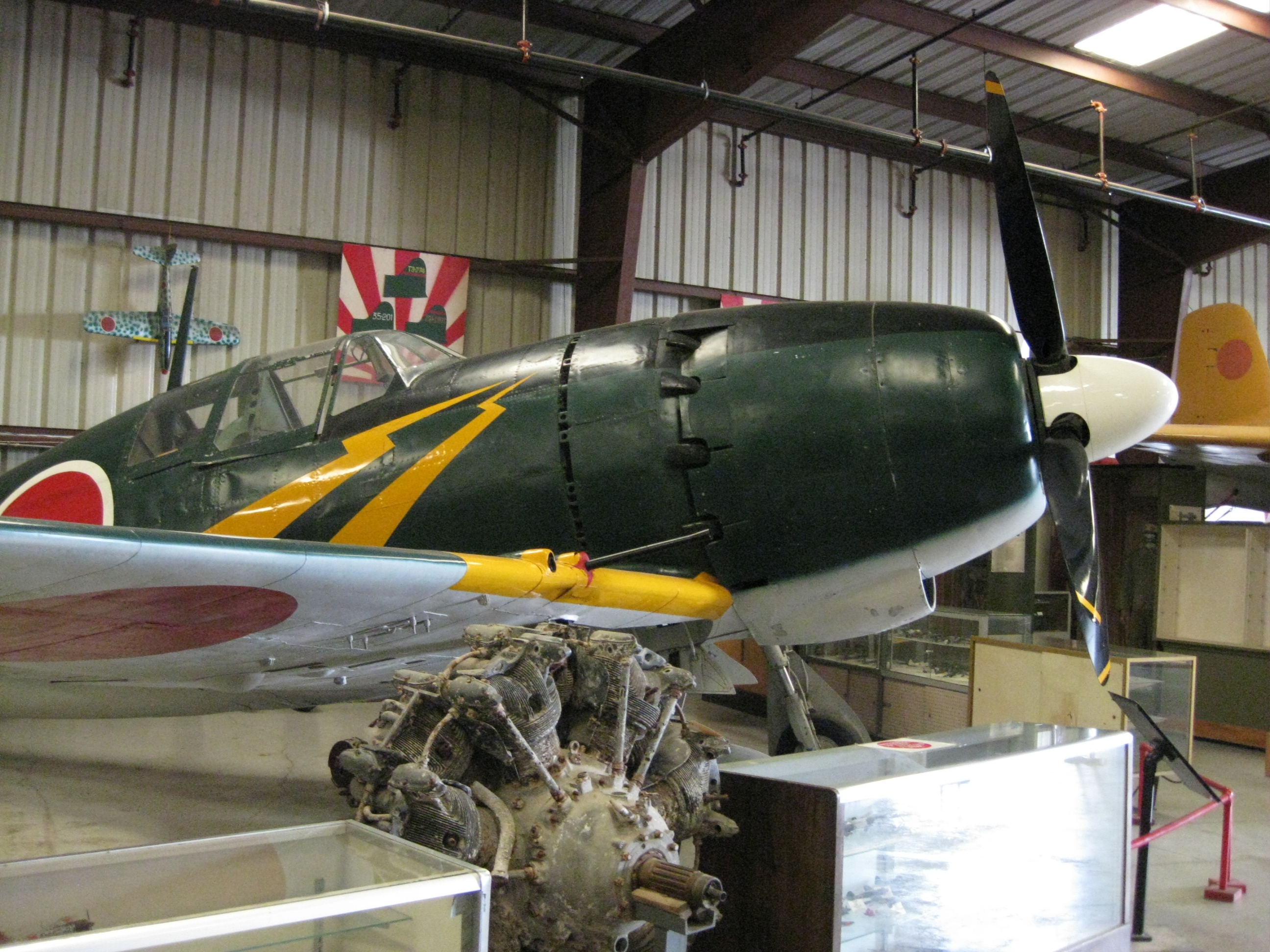
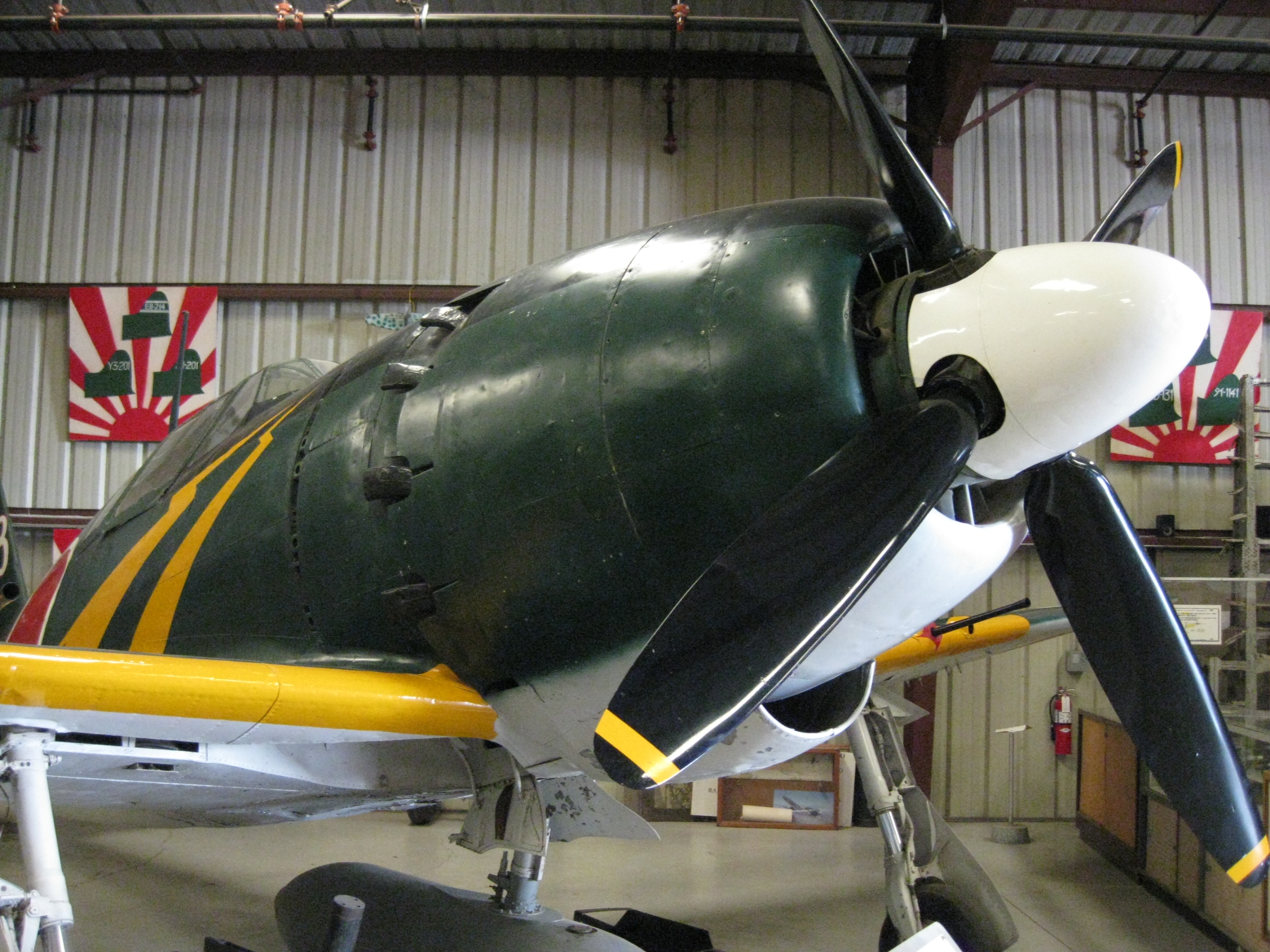
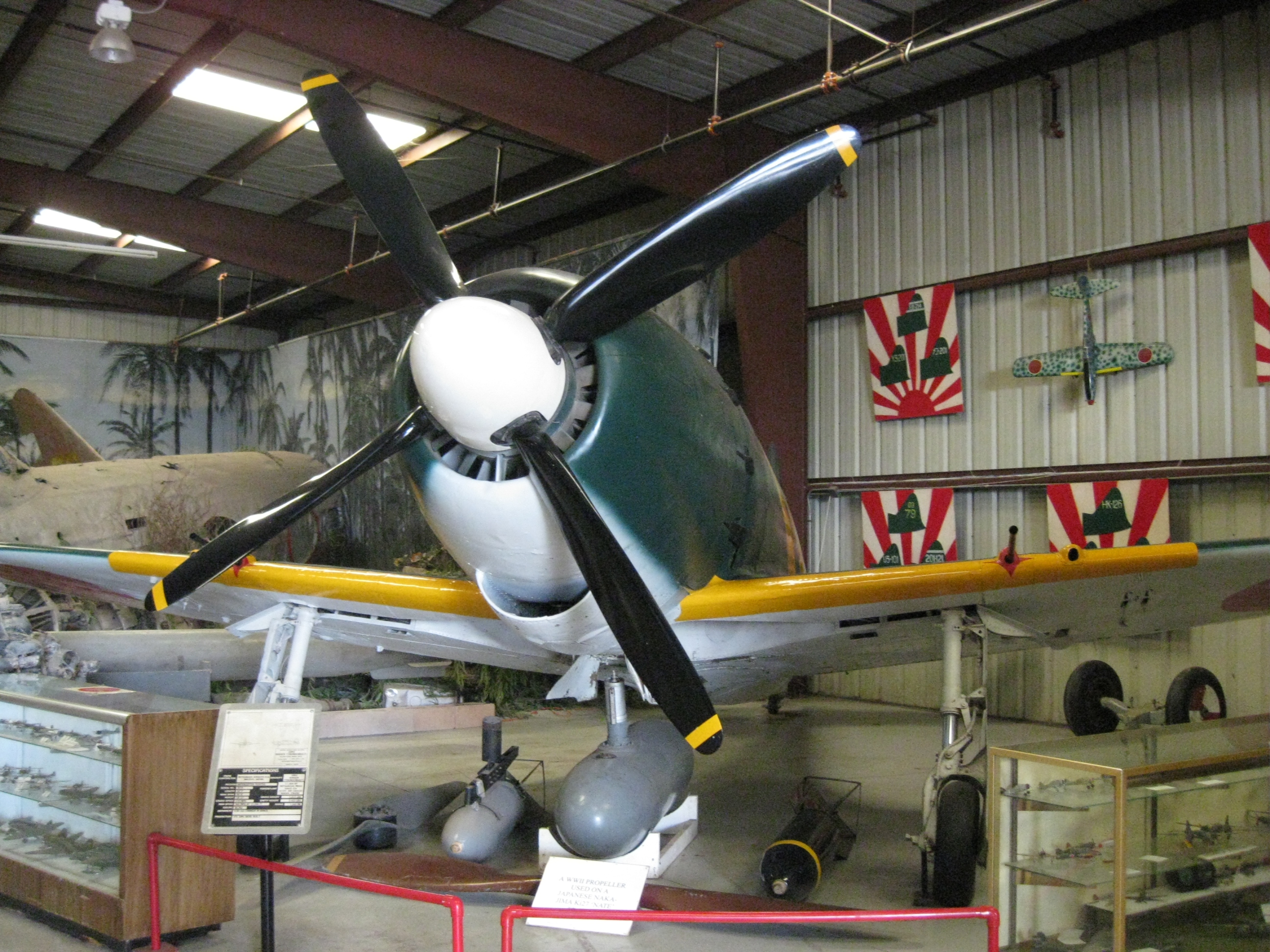
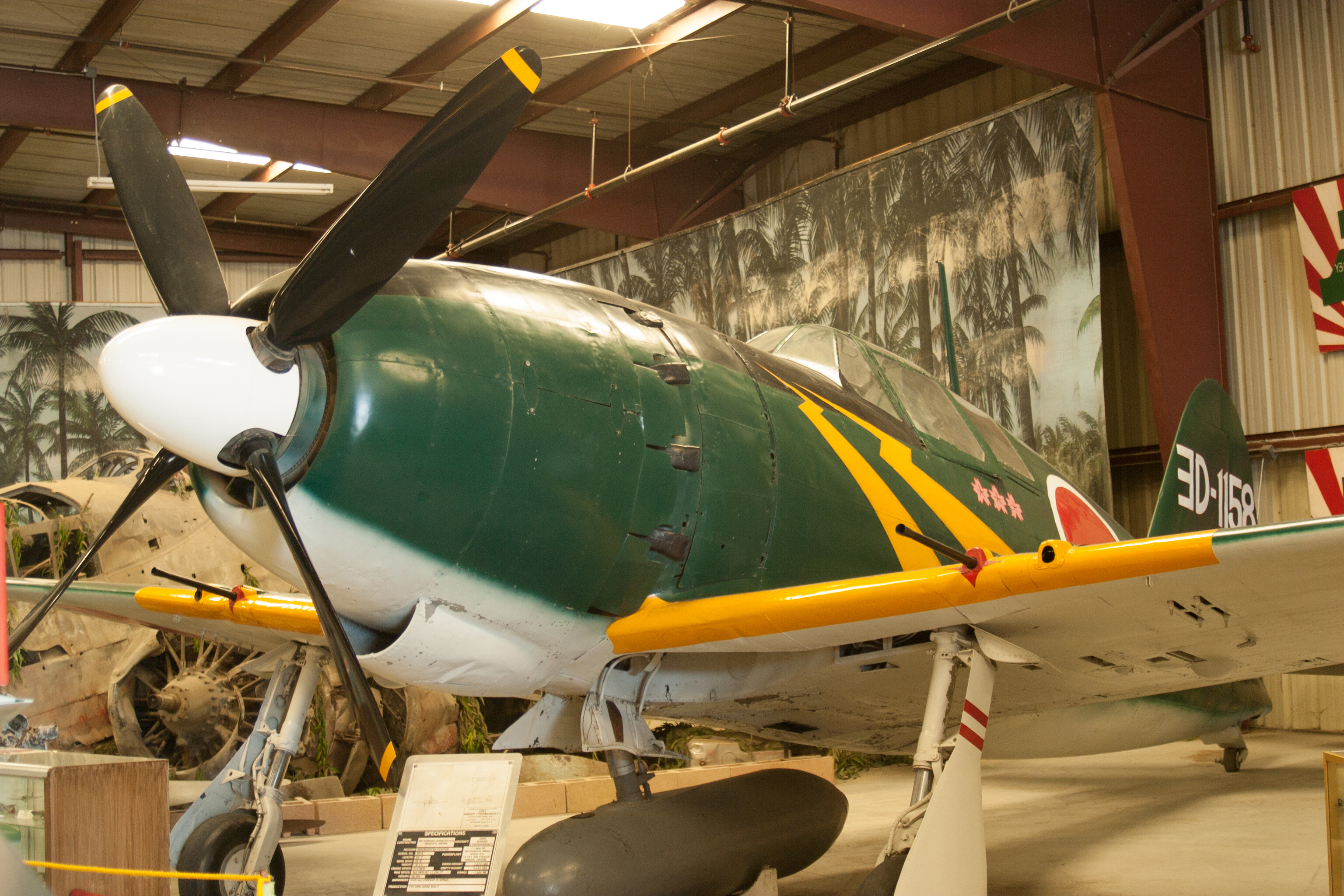
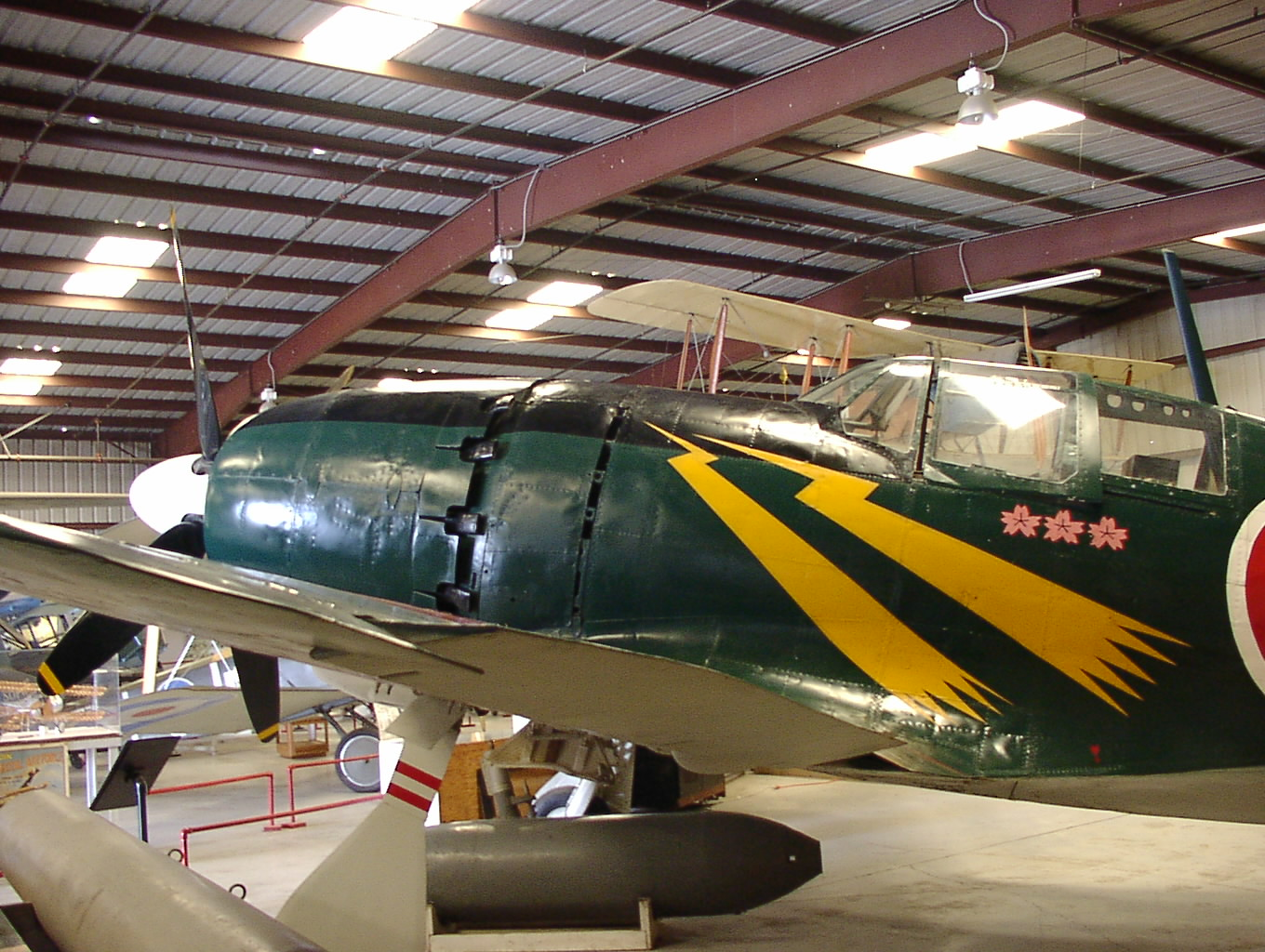
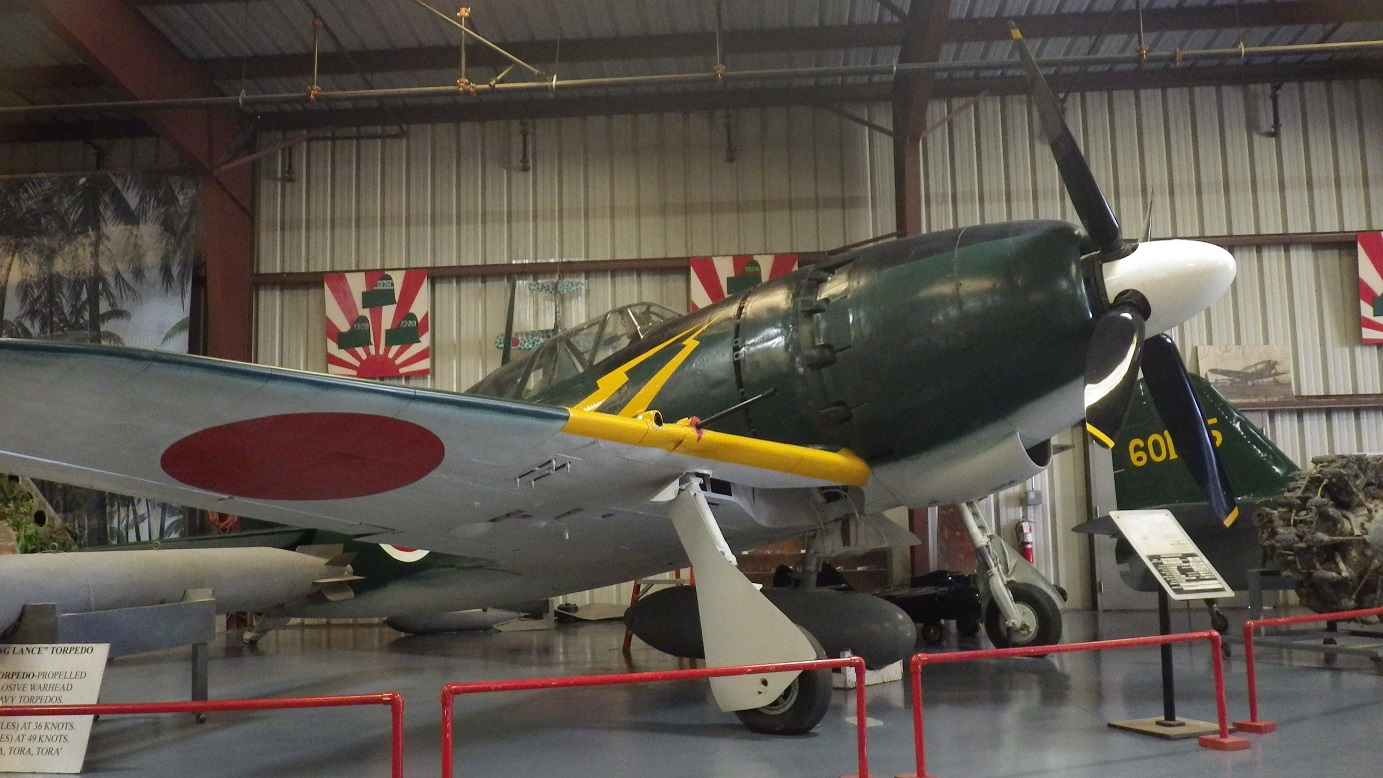